# Palazzo Zanetti-Cavalcabò
Il palazzo Zanetti-Cavalcabò si trova a Montanara di Curtatone, in provincia di Mantova.
Edificata alla fine del Seicento fu di proprietà dei Gonzaga e in seguito dei nobili Zanetti, che la cedettero ai Cavalcabò. Presenta affreschi del pittore fiammingo Frans Geffels, vissuto alla corte gonzaghesca. Probabilmente a fine Ottocento ha subito l'aggiunta di una decorazione ad intonaco che ne ha alterato il gusto architettonico originario. 
Dal 1800 al 1860 fu sede del comune di Curtatone. L'edificio fu coinvolto dai fatti legati alla Battaglia di Curtatone e Montanara del 29 maggio 1848.
Per alcuni anni è stato lo studio del pittore Sandro Negri, scomparso nel 2012.
Lo stato di conservazione è pessimo.